# Нижньолужицька мова
Нижньолу́жицька мо́ва (н.-луж. dolnoserbska rěc) — одна з двох лужицьких мов. Належить до західнослов'янської підгрупи слов'янських мов. Писемність на базі латиниці створена у XVI столітті. Нижньолужицька мова має більшу подібність із польською, в той час як верхньолужицька ближча до чеської. Яскравим представником її був поет Мато Косик (1853—1940).

## Розповсюдження
Нижньолужицькою мовою розмовляють в Нижній Лужиці на невеликій території біля Котбуса (Федеральна земля Бранденбург). Вуличні написи тут зазвичай двомовні. У Котбусі є 1 нижньолужицька гімназія, з підтримкою мови і культури. За різними даними, кількість носіїв становить від 5 до 15 тисяч осіб. Водночас кількість мовців, які активно користуються нижньолужицькою, є меншою. Нижньолужицька є мовою, що вимирає. Зокрема, про це свідчать демографічні дані, згідно з якими більшість активних носіїв нижньолужицької є літніми людьми. Молодь із практичних міркувань користується німецькою мовою. Існують спроби зберегти мову від вимирання. Серед найважливіших таких програм варто зазначити так звану «Вітай-програму», що ставить за мету розвиток нижньолужицької мови починаючи з дитячих садочків. Однак результати програми незадовільні.

## Мовознавча характеристика
Нижньолужицька мова має певні відмінності з верхньолужицькою, зокрема:
Фонетичні особливості:
1. Збереження звуку g (в верхньолужицькій — h.),
2. r змінюється на š після приголосних p, t, k (трава = tšawa),
3. č змінюється на c (час = cas).

Морфологічні особливості:
1. Збереження двоїни,
2. Особливі форми минулого часу (аорист та імперфект),
3. Збереження супіна (що не зберігся в інших слов'янських мовах, окрім словенської).

Щодо лексичних особливостей нижньолужицької мови, варто відзначити більший, аніж у верхньолужицькій, вплив німецької мови.

## Нижньолужицька абетка

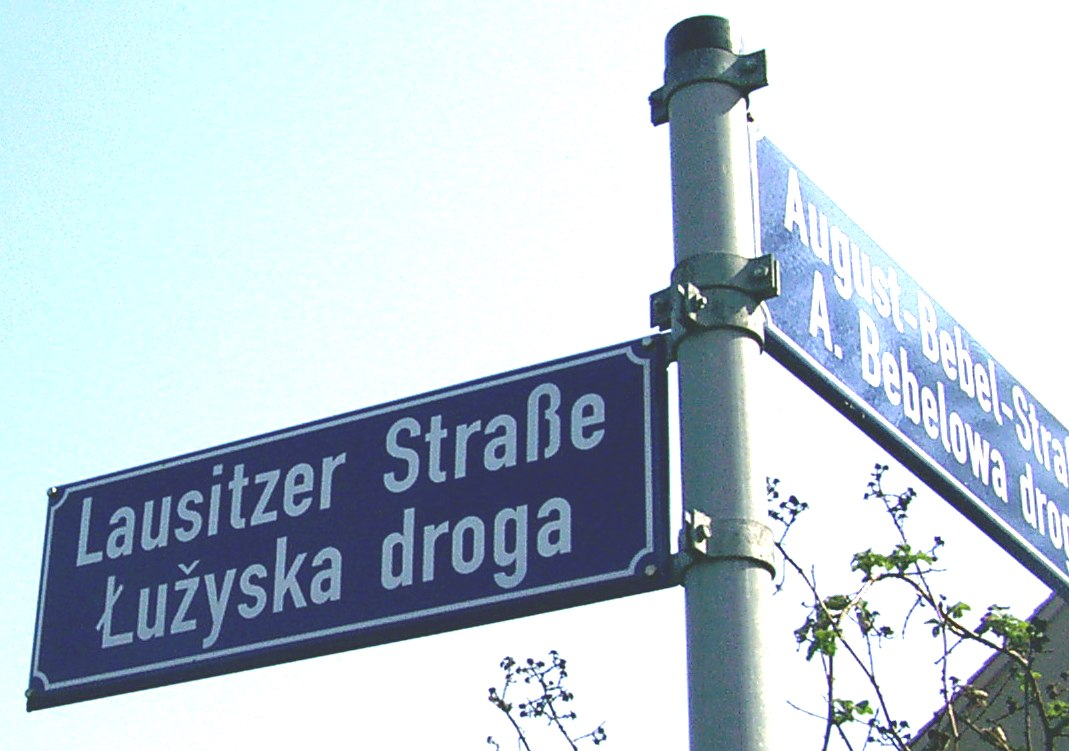
Двомовний вказівник німецькою та нижньолужицькою мовою

| Літера | Літера | Назва   | Літера | Літера | Назва | Літера | Літера | Назва       |
| ------ | ------ | ------- | ------ | ------ | ----- | ------ | ------ | ----------- |
| A      | a      | a       | CH     | ch     | cha   | Ŕ      | ŕ      | eŕ, veke eŕ |
| B      | b      | bej     | I      | i      | i     | S      | s      | es          |
| C      | c      | cej     | J      | j      | jot   | Š      | š      | eš          |
| Č      | č      | čej     | K      | k      | ka    | Ś      | ś      | śej         |
| Ć      | ć      | ćej     | Ł      | ł      | eł    | T      | t      | tej         |
| D      | d      | dej     | L      | l      | el    | U      | u      | u           |
| DŹ     | dź     | dźej    | M      | m      | em    | W      | w      | wej         |
| E      | e      | e       | N      | n      | en    | Y      | y      | y           |
| Ě      | ě      | jet, ět | Ń      | ń      | eń    | Z      | z      | zet         |
| F      | f      | ef      | O      | o      | o     | Ž      | ž      | žet         |
| G      | g      | gej     | P      | p      | pej   | Ź      | ź      | źej         |
| H      | h      | ha      | R      | r      | er    |        |        |             |

## Нижньолужицькі засоби масової інформації
Першою газетою, котра публікувала свої матеріали нижньолужицькою мовою, була Bramborski Serbski Casnik. Ці матеріали з'явились у 1848 році. Пізніше, друк було продовжено газетою Nowy Casnik. Nowy Casnik після заборони був наново заснований у 1947 році, але, передусім, як тижневий додаток газети «Нової доби». З 1954 Nowy Casnik знову виходить щотижня. Тепер Nowy Casnik є двомовним. Наклад Nowy Casnik — 1100 примірників. Також друкуються деякі книжки нижньолужицькою мовою. Для дітей є щомісяця журнал Płomje тиражем від 850.
На телебаченні з 1992 року виходить щомісячний тележурнал Łužyca. Його ведучими є поперемінно Анея Похонч та Крістіан Матеє. Кожні 3 місяці транслюється однотематична програма.
На радіо Берлін — Бранденбурґ (RBB) записуються і транслюються передачі нижньолужицькою мовою. Нижньолужицька молодіжна передача «Bubak» створюється нижньолужицькою молоддю, а потім її транслює RBB.

## Приклад
«Заповіт» Т. Шевченка нижньолужицькою мовою (переклав Юрій Кох, серболужицький поет)
| WOTKAZ Gaž ja wumru, zakopajśo mě na gorce w stepje, mě w ukrainskej zemi dajśo wotpocnuś najlěpjej. Až mogł šyroko ja glědaś na brjog Dnjepra, skały, až mogł šum ja rěki słyšaś, wiźeś jeje žwały. Gaž jo wotběžał do morja z winikowej' kšeju, potom akle, duša moja, měr ja w kraju změju. Wšykno pišću a cu leśeś gorjej wušym bogam, daniž njekśě wo nas weźeś, pomagaju błudam. Połožćo mě. A se zwigńśo, roztergajśo rjeśaz, ze kšeju winikow se myjśo, taki jo moj wotkaz. Potom w lichotnem zas kraju bratš b'źo bratva rozměś. W njom se dajśo — ja was znaju — na mnjo chylku spomnjeś. |

Джерело: Українська бібліотека